# オムニコード

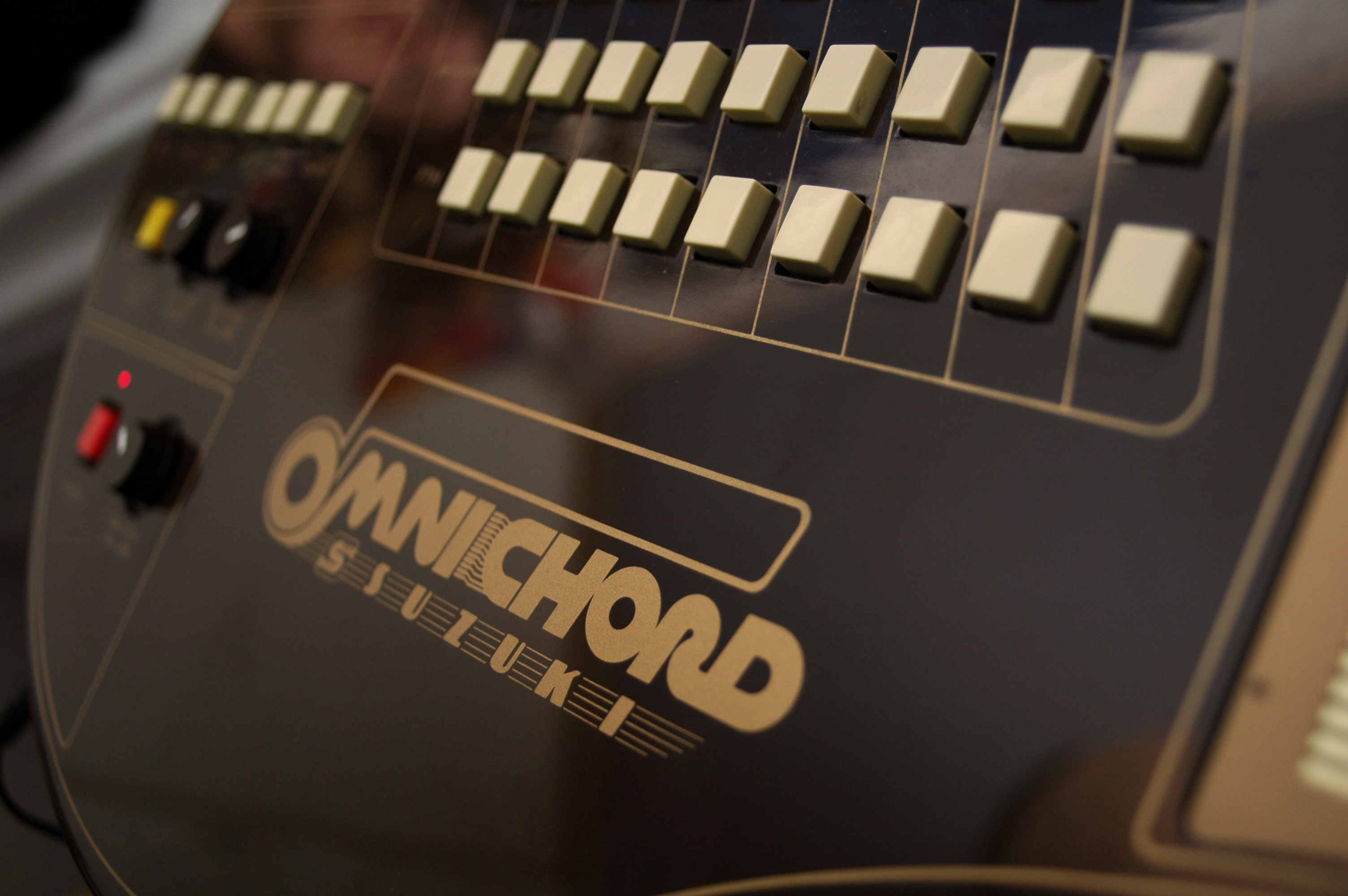
オムニコード

オムニコード（Omnichord）は、1981年より日本の鈴木楽器製作所が開発・販売した電子楽器。

## 概要
オートハープを元にしてデザインされた楽器であり、「ストラムプレート」と呼ばれる細長い金属板と、列に並んだメジャー、マイナー、ディミニッシュのコード（和音）に対応するボタンが特徴となっている。基本的な演奏方法は、ボタンを押さえながら弦楽器を爪弾くように、指かピックで板を撫でるように触る、というものである。
オムニコードは、それ以前に鈴木楽器製作所が開発していたトロニコード(Tronichord)を技術的に継承したもので、技術面でも機能面でも両者には共通性がある。オムニコードには、テンポを調節できるプリセットされたリズム伴奏機能が付いていることが多い。モデルによってはタッチプレートによる音色の選択、ビブラートやサステインなどの機能が追加されている。
通常は卓上や膝の上などに置いて演奏するが、ショルダーキーボードと同様に、ストラップを両端に付けエレクトリック・ギターのように演奏する事もできる。
演奏の手軽さ、アナログ回路を使用したチャイムのようなユニークな電子音とキッチュなオブジェとしての魅力から、楽器初心者からプロミュージシャンまで幅広く人気を集めた。なお、1996年発売モデル「OM-300」を最後に、一旦製造販売を終了した。

### 年表
電子楽器「Tronichord PC-27」がオムニコードの前身となる。
- 1981年 -「OM-27」発売。
- 1984年 -「OM-36」「OM-84」発売。
- 1989年 -「OM-100」「OM-200M」発売。
- 1993年 -「OM-150」「OM-250M」発売。
- 1996年 -「OM-300」発売。

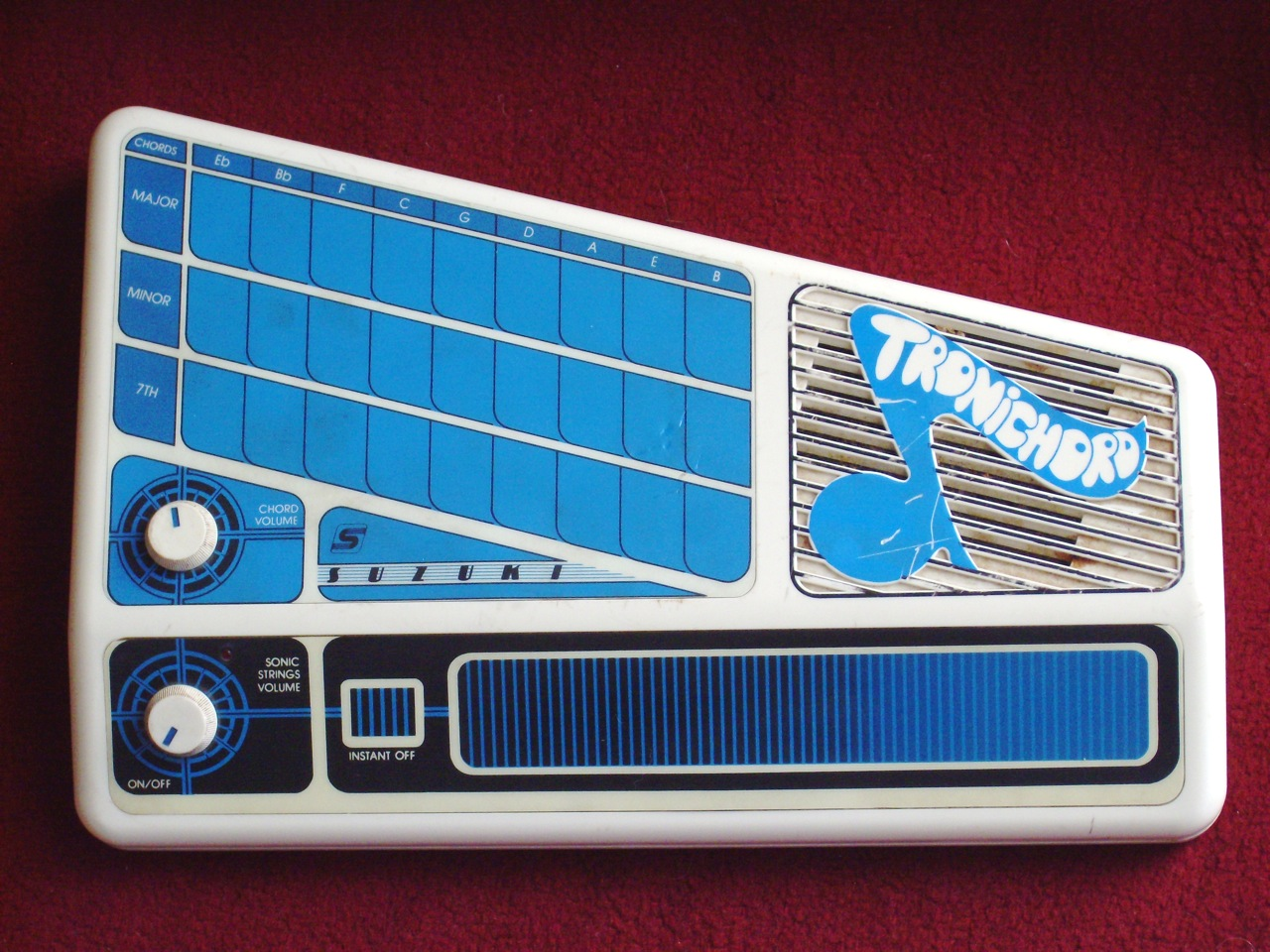
1999年 -「Qchord QC-1」発売。
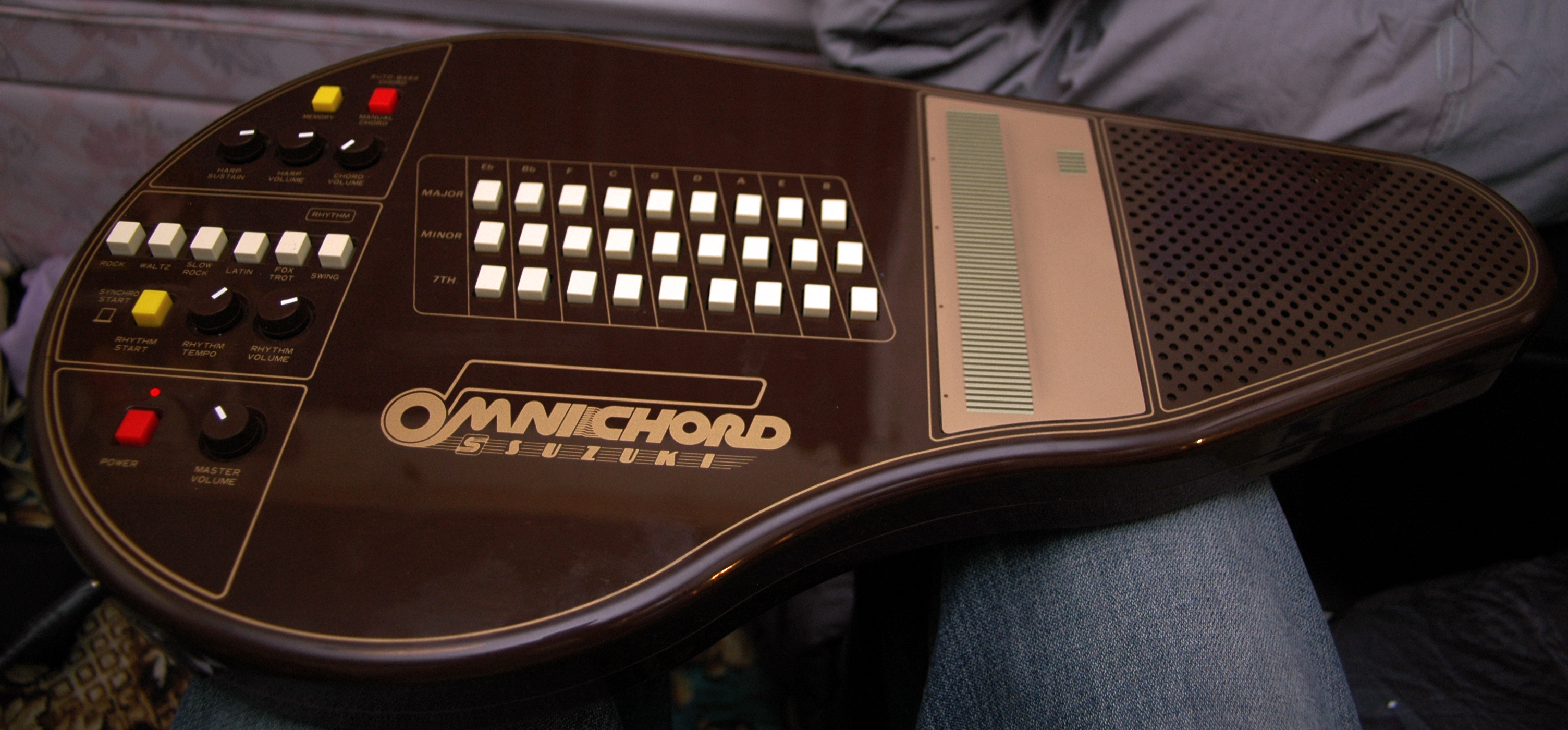
2024年 -「OM-108」発売。  - Tronichord PC-27
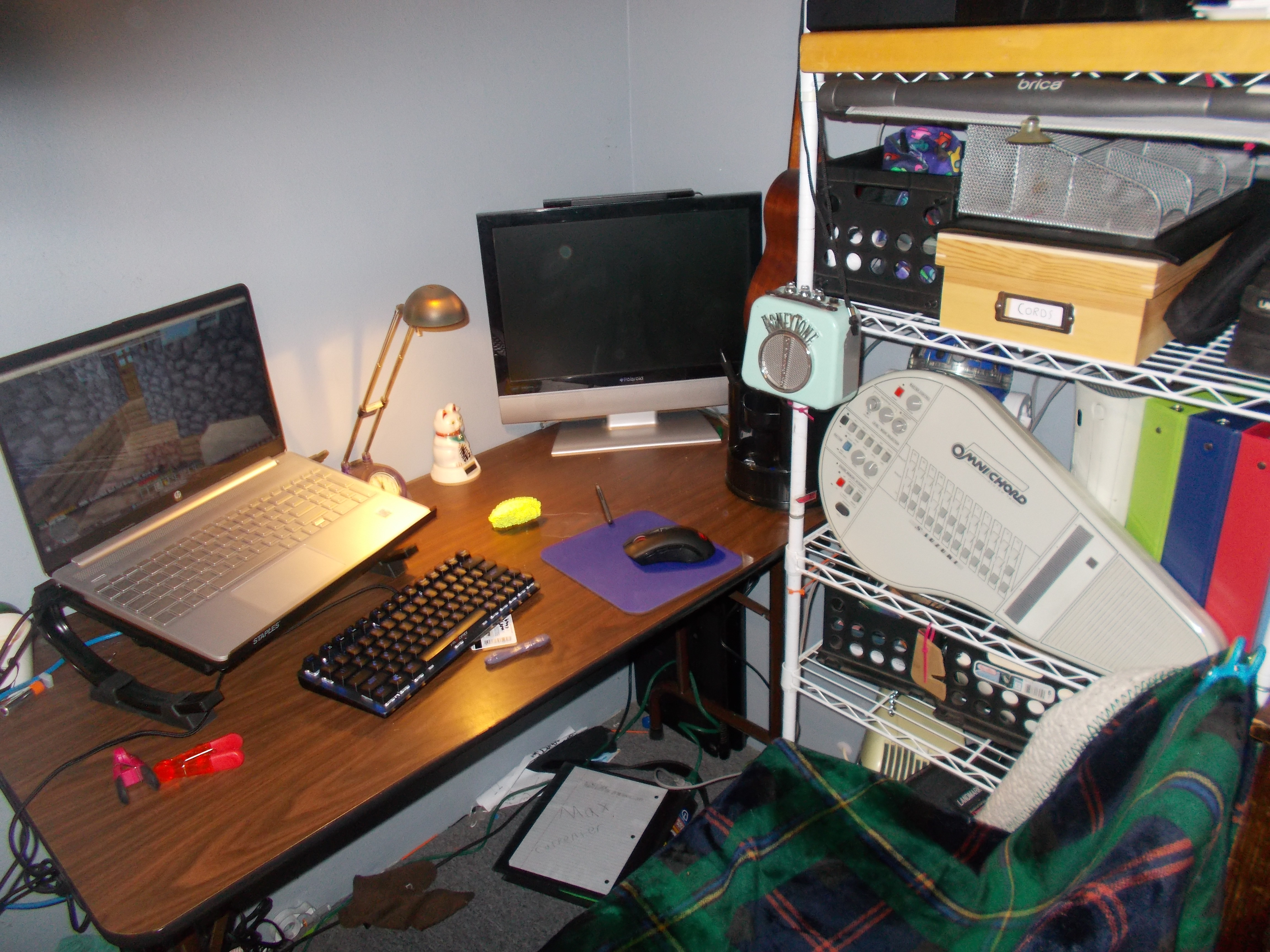
OM-36
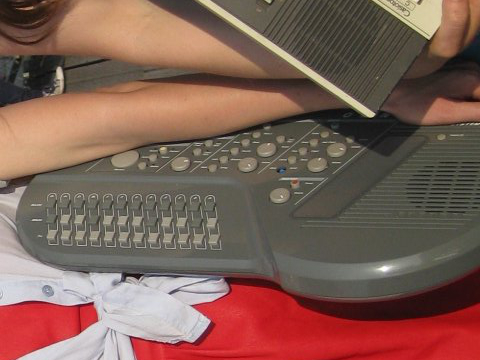
OM-100
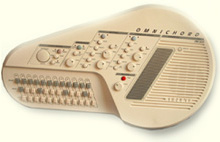
OM-300
  - OM-27
  - OM-36
  - OM-100
  - OM-300

## Qコード
1999年に、オムニコードの後継モデルとして特徴をよりモダンに更新したQコード「QC-1」が発売された。MIDIをサポートし、ソングカートリッジ機能（曲データが入っており、自動演奏が可能となる）を搭載している。
2008年に国内販売終了となったが、海外では「Qchord」「Omnichord」という名称で販売継続されていた。

## 復刻版
2023年に、創業70周年を記念してオムニコード復刻モデル「OM-108」を発表。当初は同年秋頃発売予定であったが、のち2024年6月6日に発売決定した。
人気モデル「OM-84」（1981年発売）の音色を再現した上で、サイズの軽量化とバージョンアップを加え、sus4とadd9thを加えた108コード（12ルート×9タイプ）が演奏可能となり、新たなリズムパターンや打楽器音などが追加された。

## 著名な演奏者
- ダニエル・ラノワ(Daniel Lanois)
- Jim James - マイ・モーニング・ジャケット(My Morning Jacket)
- Brad Roberts - Crash Test Dummies
- Dave Knudson - Minus the Bear
- Ed Droste - グリズリー・ベア(Grizzly Bear)
- Matthew Murphy - The Wombats